# Régaire
Un régaire est la juridiction temporelle d'un évêché, d'un fief épiscopal, disposant d'un tribunal « franc » (dénommé ainsi car les appels concernant ses décisions allaient directement devant le parlement provincial).

## Exemples en Bretagne
- Régaires de l'évêché de Dol[1].
- Régaires de l'évêché de Cornouaille comprenait toute la ville close de Quimper et trois ou quatre paroisses avoisinantes.
- Régaires de l'évêché de Léon comprenait trois membres : le régaire de Saint-Pol, qui avait pour chef-lieu la ville épiscopale et s'étendait sur une dizaine de paroisses ; le régaire de Quéménet-Ily (Guissény), dont la juridiction s'exerçait dans le bourg de Guissény ; le régaire de saint Gouesnou, qui avait pour siège de juridiction le bourg de Gouesnou et qui dominait une dizaine de paroisses[2].
- Régaires de l'évêché de Saint-Brieuc[3].
- Régaires de l'évêché de Vannes[4].
- Régaires de l'évêché de Nantes, les plus importantes de Bretagne, s'étendant sur soixante-sept paroisses[5].